# Trehörna församling
Trehörna församling var en församling i Linköpings stift inom Svenska kyrkan i Ödeshögs kommun. Församlingen uppgick 2006 ingår i Ödeshögs församling.
Församlings kyrka är Trehörna kyrka.
Folkmängden var 2003 380 personer.

## Administrativ historik

församlings vapen.

Församlingen bildades 1652 genom utbrytning ur Stora Åby, Linderås och Säby församlingar. 
Församlingen utgjorde från 1652 till 1962 ett eget pastorat. Från 1962 till 1997 var den annexförsamling i pastoratet Rök, Heda, Västra Tollstad, Trehörna och Svanshals. Från 1998 till 2006 var församlingen annexförsamling i Ödeshög, Stora Åby, Rök, Heda, Västra Tollstad, Trehörna och Svanshals Församlingen uppgick 2006 i Ödeshögs församling. Församlingen tillhörde till 31 maj 1940 Lysings kontrakt, från 1 juni 1940 Dals och Lysings kontrakt, från 1962 Göstrings och Lysings kontrakt och från 1997 till dess församlingen uppgick i Ödeshög 2006 Folkungabygdens kontrakt.
Församlingskod var 050907.

## Kyrkoherdar
Lista över kyrkoherdar i Trehörna församling.
| Ämbetstid | Namn                          | Levnadstid | Övrigt                                      |
| --------- | ----------------------------- | ---------- | ------------------------------------------- |
| 1651–1652 | Georgius Laurentii Daalhemius | –1652      |                                             |
| 1652–1662 | Jonas Joannis Kernander       | –1662      |                                             |
| 1663–1681 | Johannes Olavi Gistadius      | 1600–1690  |                                             |
| 1681–1692 | Petrus Petri Lucander         | 1647–1692  |                                             |
| 1693–1713 | Andreas Haquini Kylander      | 1655–1735  | Avsade sig tjänsten 1713.                   |
| 1713–1734 | Johannes Andreæ Ausenius      | 1669–1734  |                                             |
| 1735–1753 | Anders Kullander              | 1703–1759  | Senare kyrkoherde i Herrestads församling.  |
| 1754-1764 | Petrus Brunvall               | 1717–1771  | Senare kyrkoherde i Hägerstads församling.  |
| 1766–1784 | Erik Isberg                   | 1735–1784  | Senare kyrkoherde i Vallerstads församling. |
| 1784–1817 | Peter Eric Petersson          | 1759–1848  | Senare kyrkoherde i Varvs församling.       |
| 1817–1828 | Olof Hjorton                  | 1780–1873  | Senare kyrkoherde i Tåby församling.        |
| 1828–1850 | Carl Jacob Petersson          | 1794–1875  | Senare kyrkoherde i Linderås församling.    |
| 1852–1864 | Samuel Clemens Siegbahn       | 1812–1893  |                                             |
| 1866–1868 | Carl Olof Behm                | 1814–1868  |                                             |
| 1870–1898 | Johan August Petré            | 1840–1916  |                                             |
| 1898–1905 | Gustaf Wittencrona            | 1862–1938  | Senare kyrkoherde i Adelövs församling.     |
| 1905–1911 | Martin Allard                 | 1875–1950  | Senare kyrkoherde i Örtomta församling.     |
| 1912–     | Johan Alfred Edström          | 1864–      |                                             |

## Klockare och organister[5]
| Ämbetstid | Namn                    | Levnadstid | Övrigt                |
| --------- | ----------------------- | ---------- | --------------------- |
| 1664–1694 | Per Danielsson          | –1694      |                       |
| 1694–1738 | Sven Gunnarsson         | –1738      |                       |
| 1740–1780 | Lars Larsson            | –1780      | Klockare              |
|           | Samuel Mattsson         |            |                       |
| 1782–1823 | Samuel Kindström        | 1749–1823  |                       |
| 1850–1857 | Anders Ludvig Blomqvist | 1801–1857  | Klockare              |
| 1860–1867 | Johan Lennart Nyberg    | 1830–      | Organist och klockare |
| 1869–1893 | Karl Johan Fridner      | 1836–1918  | Organist och klockare |
| 1893–1929 | Karl Marcus Ljungqvist  | 1869–1953  | Organist och klockare |
| 1929–1930 | Eric Landsjö            | 1898–1977  | Organist och klockare |
| 1931–1939 | Olof Östblom            | 1902–1992  | Organist              |
| 1940–1941 | Eric Åman               | 1910–1996  |                       |
| 1941–1943 | Sigvard Westne          | 1910–1988  |                       |
|           | Britta Ekman            | 1917–2011  |                       |
| 1943–1948 | Ture Tomasson           | 1901–1975  |                       |
| –1949     | Åke Möller              | 1918–      |                       |